# Cristoforo Palmieri
Cristoforo Palmieri (* 24. Mai 1939 in Bitonto, Italien) ist katholischer Bischof der albanischen Diözese Rrëshen. Er gehört dem Orden der Lazaristen an.

## Leben und Wirken
Am 18. März 1967 zum Priester geweiht, wirkte Cristoforo Palmieri als Pfarrer in Neapel, Nicastro (Kalabrien) und Lecce. Nach einem Aufenthalt in den USA wurde er 1993 mit der Leitung der Mission der Lazaristen in Albanien betraut.
Von 1996 bis 1998 war Palmieri Generalvikar des Bistums Rrëshen. Ab dem 5. Februar 2000 war er ebenda Apostolischer Administrator und am 23. November 2005 wurde er von Papst Benedikt XVI. zum zweiten Bischof von Rrëshen ernannt.
Die Bischofsweihe spendete ihm am 28. Dezember 2005 der Erzbischof von Tirana-Durrës, Rrok Kola Mirdita. Mitkonsekratoren waren der Apostolische Nuntius in Albanien, Erzbischof John Bulaitis, und sein Vorgänger Angelo Massafra OFM, der Erzbischof Shkodra.